# Lissoteles austrinus
Lissoteles austrinus là một loài ruồi trong họ Asilidae. Lissoteles austrinus được Martin miêu tả năm 1961. Loài này phân bố ở vùng Tân nhiệt đới.